# Смертельный поцелуй
«Смертельный поцелуй» (англ. Blown Away) — кинофильм 1993 года режиссёра Брентона Спенсера.

## Сюжет
Мать Меган погибла в автокатастрофе. После этого Меган, дочь владельца горнолыжного курорта, ведёт беспорядочный образ жизни. Она вступает в отношения с Ричем. Его сводный брат пытается убедить Рича, что Меган — не та, за кого себя выдаёт. А Меган убеждает Рича, что это её отец убил мать и теперь сам заслуживает смерти…

## В ролях
- Кори Хэйм — Рич
- Кори Фельдман — Вэс
- Николь Эггерт — Меган
- Кэтлин Робертсон — Дарла
- Жан Леклерк — Си
- Гари Фармер — Андерсон

## Съёмочная группа
- Режиссёр: Брентон Спенсер
- Продюсер: Питер Симпсон
- Сценарист: Роберт Купер